# 가오펑 (유도 선수)
가오펑(중국어: 高峰, 병음: Gāo Fēng, 한자음: 고봉, 1982년 2월 2일~)은 중화인민공화국의 유도 선수이다. 2004년 하계 올림픽 여자 엑스트라라이트급에서 동메달을 획득했다.